# 티에스아이
티에스아이(영어: TSI Co. Ltd.)는 대한민국의 2차전지 믹싱 시스템 기업이다. 대표이사는 표인식이다.  

## 상장
2020년 7월 22알에 주관사를 한국투자증권으로 공모가 10,000원에 코스닥 시장에 상장하였다.

## 참고문헌
1. ↑  “월급 23만원 받던 고졸 청년, 350억 주식 부자 된 사연”. 《한국경제》. 2025년 3월 23일. 2025년 4월 3일에 확인함.
2. ↑  “신한투자 “티에스아이 2차전지 장비 대규모 수주 임박, 배터리3사 증설””. 《비즈니스포스트》. 2023년 4월 19일. 2025년 4월 3일에 확인함.
3. ↑  “안다H운용, 2차전지 장비 '티에스아이' 인수 추진”. 《서울경제》. 2023년 2월 13일. 2025년 4월 3일에 확인함.
4. ↑  “지멘스-티에스아이, 이차전지 믹싱 공정 내 기술 협력 뜻모아”. 《헬로우T》. 2023년 10월 16일. 2025년 4월 3일에 확인함.